# Kel Mitchell
Pour les personnes ayant le même patronyme, voir Mitchell.
Kel Mitchell, né le 25 août 1978 à Chicago, dans l'Illinois, est un acteur, humoriste, rappeur, chanteur et animateur de télévision américain. 
En tant qu'acteur, il est surtout connu pour ses rôles dans les productions jeunesse de Nickelodeon parmi lesquelles figure Kenan et Kel (1996-2000), dérivée de l'émission All That, où il tient l'un des deux rôles-titres aux côtés de Kenan Thompson. Il interprète Kel Kimble, un adolescent accroc au soda à l'orange. 
En parallèle de la série, il tourne, toujours avec Thompson, dans le film Good Burger (1997), qui aura droit à sa suite en 2023, où il reprend le rôle d'Ed. Entre 2015 et 2019, il revient au premier plan en incarnant Double G dans Game Shakers.
Depuis 2019, il est pasteur évangélique pentecôtiste.

## Biographie
Kel Mitchell est un membre originel de la série américaine All That de la chaîne Nickelodeon de 1994 à 1999. Lui et son copain de l'époque, Kenan Thompson, ont tourné dans la série événement Kenan et Kel de 1996 à 2000. Cette série impose un film tourné en 1997, intitulé Good Burger, dans lequel l'un des sketches de l'émission All That est repris en version longue. Le duo a fait une petite apparition dans l'émission Sister, Sister avec Tia et Tamera Mowry. Ils sont également apparu dans deux épisodes de Cousin Skeeter. En dehors des aventures qu'il menait avec Kenan Thompson, Mitchell double la voix d'un chien nommé T-Bone dans la série pour enfants Clifford le gros chien rouge de 2000 à 2003. En addition, il fait aussi une apparition dans le clip vidéo de Kanye West intitulé All Falls Down, en 2004, dans le rôle d'un valet. En 2005, Mitchell incarne Manny Sellers dans le sitcom One on One avec Kyla Pratt, et en 2007 Kel joue dans la nouvelle émission de la chaîne télévisée BET intitulée Take the Cake. Il est crédité dans des films tels que Honeydripper et Mystery Men. En mars 2008, il produit ses débuts, Chicago Pulaski Jones, dans lequel il joue son rôle principal. Également en 2008, Mitchell fait son apparition dans les productions Affairs et Laundromat. Actuellement, Mitchell joue différents personnages dans l'émission Attack of the Show! sur la chaîne américaine G4.
En 2019 il participe à la 28e saison de Dancing with the Stars .
En 2019, il devient pasteur jeunesse dans une église évangélique pentecôtiste de Los Angeles
.

## Filmographie
- 1994 : All That (série télévisée) : Regular Performer (1995-1999)
- 1996-2000 : Kenan et Kel (série télévisée) : Kel Kimble
- 1997 : Good Burger : Ed
- 1999 : Mystery Men : The Invisible Boy
- 2000 : Romeo and Juliet (vidéo) : Romeo
- 2000 : Two Heads Are Better Than None (TV) : Kel Kimble
- 2000 : Les Aventures de Rocky et Bullwinkle (The Adventures of Rocky & Bullwinkle) de Des McAnuff : Martin, Wossamotta U. Student
- 2000 : The Power of One: The Pokemon 2000 Movie Special (TV) : Host
- 2000 : Clifford le gros chien rouge (série télévisée) : T-Bone (voix)
- 2004 : Clifford's Really Big Movie : T-Bone (voix)
- 2004 : Dance 360 (série télévisée) : Co-Host
- 2005 : Ganked (vidéo) : Rickey Bell (il est aussi compositeur, scénariste et producteur de ce film)
- 2005: Les Sauvages (Complete Savages) (Série) : Sid /1 épisode /Papa, j'ai cassé le jacuzzi ! (Hot Water)
- 2005 : Celebrity Autobiography: In Their Own Words (TV) : Self
- 2006 : Like Mike 2: Streetball (vidéo) : Ray
- 2007 : Polly and Marie (série) : Kevin
- 2007 : Honeydripper : Junebug
- 2008 : Don't Touch If You Ain't Prayed 2 : Curtis
- 2009 : N.C.B.S. : Brannen
- 2009 : See Dick Run :	Rich Jones
- 2009 : Nite Tales : The Series : Marty Mac
- 2009 : No Warning : Cornroll
- 2009 : Caught on Tape : Marlon
- 2010 : Chicago Pulaski Jones : Chicago Jones / Pretty Eyed Willy
- 2011 : Last Days of Los Angeles : Lieutenant Tyler Laughlin
- 2014 : Sam & Cat : Peezy B
- 2014 : Les Thundermans : Sensei
- 2014 : Liv et Maddie : Q-Pop
- 2015–2019 : Game Shakers : Double G

### Autres apparitions
| Année | Titre                                           | Rôle                       | Notes                      |
| ----- | ----------------------------------------------- | -------------------------- | -------------------------- |
| 1998  | Sabrina, l'apprentie sorcière                   |                            | Série télévisée; 1 épisode |
| 1998  | The Rosie O'Donnell Show                        | Son propre rôle            |                            |
| 1998  | Figure It Out                                   | Son propre rôle            |                            |
| 1999  | Nickelodeon Kids' Choice Awards '99             | Son propre rôle            |                            |
| 1999  | Le Amanda Show                                  | Son propre rôle            | Série télévisée; 1 épisode |
| 2000  | Spotlight on Location: Mystery Men              | Série télévisée; 1 épisode |                            |
| 2002  | The Nick Cannon Show                            | Son propre rôle            | Série télévisée; 1 épisode |
| 2005  | My Coolest Years                                | Son propre rôle            | Série télévisée; 1 épisode |
| 2005  | Kanye West: College Dropout - Video Anthology   | Porter                     |                            |
| 2005  | Celebrity Autobiography: In Their Own Words     | Son propre rôle            |                            |
| 2006  | I Love Toys                                     | Son propre rôle            |                            |
| 2006  | Bring That Year Back 2006: Laugh Now, Cry Later | Son propre rôle            |                            |
| 2008  | Attack of the Show!                             | Wayne-Bo                   |                            |
| 2009  | Why We Laugh: Black Comedians on Black Comedy   | Son propre rôle            |                            |
| 2010  | Freaknik: The Musical                           | Divers personnages         |                            |

## Discographie
Album:
- 1999
- "Who Are Those Mystery Men" - featuring The M.A.F.T. Emcees & Romaine Jones
- Bande originale du film Mystery Men
- Mr. Jankins